# Gorzki
Gorzki, właściwie Krzysztof Gorzkiewicz (ur. 1984 w Kaliszu), znany również jako Uncle-G – polski muzyk, raper i wykonawca hip-hopowy. Gorzki zadebiutował w 2001 roku wraz z zespołem Elita Kaliska, z którą wydał album zatytułowany "e.k.i.p.a." wydany nakładem SPV i Pomaton EMI. Raper poprzedzał również koncerty takich wykonawców jak Cappadonna, DJ Vadim czy Loop Troop. 23 maja 2008 roku odbyła się premiera debiutanckiego albumu Gorzkiego pt. Kontrawersja. Zapowiadano udział w nagraniach gości z zagranicy, m.in. Akona, Hooda Surgeona – syna Dr Dre, czy też brata Tupaca Mopreme Shakura, lecz ostatecznie tylko część z nich trafiła na krążek Kontrawersja, m.in. Bizarre (D12), Akil (Jurassic 5), Beretta 9 (Killarmy), JT Bigga Figga, Craig G i Stanisław Soyka. W 2010 roku stworzył projekt Pomaganie jest TRENDY m.in. z Agnieszką Włodarczyk, Aleksandrą Szwed, Sylwią Grzeszczak i Krzysztofem Ibiszem.
Poza działalności artystyczną w latach 2007–2010 był dyrektorem artystycznym w wytwórni muzycznej 777 Records.

## Dyskografia
- Elita Kaliska – e.k.i.p.a (2001)
- Gorzki – Kontrawersja (2008)
- Gorzki – Duże miasto (2008, singel)[6]
- Gorzki - Inter Arma Caritas (2014)[7]